# محاولة اغتيال محمد نشيد

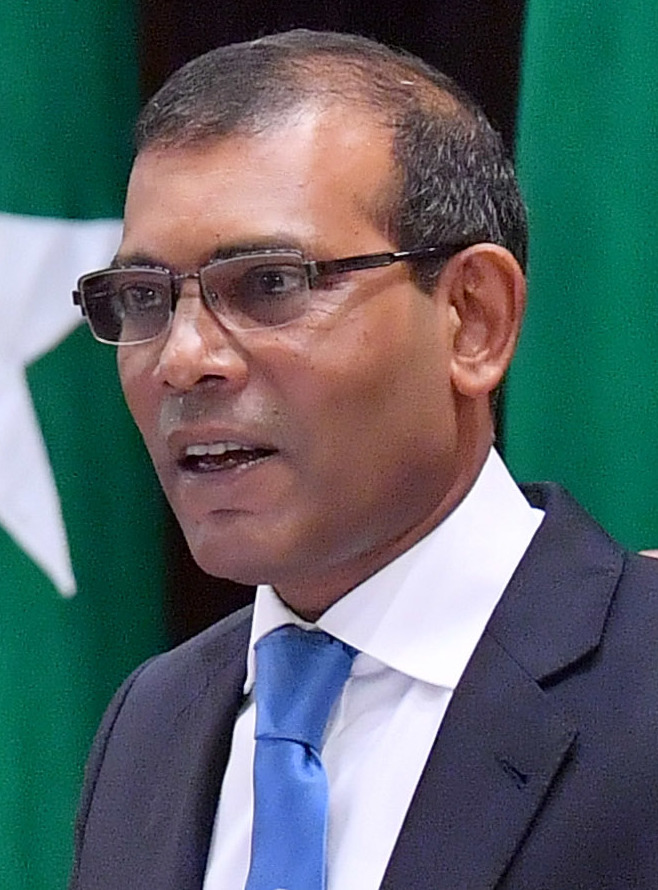
محمد نشيد.

محاولة اغتيال محمد نشيد في 6 مايو 2021 جرت محاولة اغتيال ضد رئيس المالديف السابق محمد نشيد بالقرب من منزله في ماليه. في الساعة 20:39 بتوقيت جزر المالديف انفجرت عبوة ناسفة محلية الصنع مزروعة على دراجة نارية متوقفة، مما أدى إلى إصابة نشيد وأربعة آخرين. وقع الانفجار أثناء دخول نشيد سيارته. أصيب بجروح ويخضع حاليًا لعملية جراحية. كما أصيب اثنان من حراس نشيد واثنين من المارة أحدهما بريطاني الجنسية. لم تعلن أي جهة مسؤوليتها عن الهجوم. تزعم سلطات جزر المالديف أنه هجوم إرهابي من قبل «متطرفين». تم القبض على ثلاثة من المشتبه بهم.
وصف رئيس جزر المالديف الحالي إبراهيم محمد صلح الانفجار بأنه «هجوم على الديمقراطية والاقتصاد في جزر المالديف». ووعد بإجراء تحقيق «سريع وشامل»، محذرًا من أن الجناة «سيواجهون القوة الكاملة للقانون».

## التحقيقات
قال مفوض الشرطة محمد حميد إنه تم نشر 450 ضابط للتحقيق. وسيشارك في التحقيق خبيران من الشرطة الفيدرالية الأسترالية. هذه هي المرة الثانية التي تساعد فيها السلطات الأسترالية جزر المالديف في محاولة اغتيال مزعومة بعد تحقيق عام 2015 في انفجار على زورق سريع للرئيس آنذاك عبد الله يمين. بينما عرض مسؤولون من مكتب الأمم المتحدة المعني بالمخدرات والجريمة ووزارة الخارجية الأمريكية الدعم أيضًا. لم تعلن أي جهة مسؤوليتها عن الهجوم. صرح مسؤولون مقربون من الحزب الديمقراطي المالديفي بزعامة نشيد لوكالة الأنباء الفرنسية أنهم يعتقدون أنه ربما يكون قد استُهدف انتقاما من حملته لمكافحة الفساد.
في 9 مايو أعلنت الشرطة المالديفية أنها ألقت القبض على «المشتبه به الرئيسي» الذي تم التعرف عليه من مقطع فيديو واثنين من المتواطئين معه، وما زالوا يبحثون عن آخرين. نسبت الشرطة الهجوم إلى «متطرفين دينيين». نفى المشتبه بهم الموقوفون تورطهم، وكان لدى الثلاثة سوابق جنائية سابقة. في اليوم نفسه بدأت اللجنة البرلمانية لأجهزة الأمن الوطني تحقيقًا في كيفية انتهاك أمن نشيد. في 10 مايو أعلن الرئيس صالح عن تشكيل فريق خاص في مكتب النائب العام للتعامل مع القضية.

## الإصابات
خضع نشيد لعملية جراحية لمدة 16 ساعة بسبب إصابات في رأسه وصدره وبطنه وأطرافه. تمت إزالة عدة شظايا أثناء الجراحة، من بينها شظايا استقرت على بعد سنتيمتر واحد من قلبه. كما أفادت وكالة فرانس برس أن القنبلة كانت مملوءة بكريات لزيادة الضرر الناجم عنها. بحلول 8 مايو تحسنت حالة نشيد بحيث يمكن فصله عن أجهزة دعم الحياة، على الرغم من بقائه في العناية المركزة. أصيب بجروح خطيرة وبالكاد نجا بعد انفجار عبوة ناسفة بالقرب من منزله. لا يزال مستقرًا حاليًا حيث يتعافى بعد خضوعه لعدة عمليات جراحية طارئة. قال المستشفى الذي يعالج الرئيس السابق إنه كان في حالة حرجة في العناية المركزة في 7 مايو بعد جراحة في رأسه وصدره وبطنه وأطرافه.
في 13 مايو نُقل نشيد إلى ألمانيا لتلقي مزيد من العلاج الطبي بعد إصابته بجروح خطيرة مع ثلاثة أشخاص آخرين.